# جفری دومنگ
جفری دومنگ (انگلیسی: Geoffrey Doumeng؛ زادهٔ ۹ نوامبر ۱۹۸۰) بازیکن فوتبال اهل فرانسه است که در پست هافبک بازی می‌کرد.
از باشگاه‌هایی که در آن بازی کرده‌است می‌توان به باشگاه فوتبال نانسی، باشگاه فوتبال لانس، باشگاه فوتبال والنسین، باشگاه فوتبال چونبوری، و باشگاه ورزشی مون‌پلیه اشاره کرد.
وی همچنین در تیم‌های ملی فوتبال France national under-16 football team و زیر ۱۷ سال فرانسه بازی کرده‌است.